# 劉珂 (景泰進士)
劉珂（1428年—？），字尚珮，江西吉安府安福縣人，軍籍，明朝政治人物。同進士出身。

## 生平
景泰元年（1450年），以香河縣增廣生中式庚午科順天府鄉試第二十四名舉人。景泰五年（1454年）甲戌科會試第五十四名，殿試登進士第三甲第三十八名。授麻城县知县，选授監察御史，升福建按察司副使，成化十三年（1477年）九月復除原职，十七年十一月升浙江按察使，二十年七月復除河南按察使，二十三年二月升廣東右布政使，弘治元年（1488年）閏正月考察致仕。

## 家族
曾祖劉用斌。祖父劉伯儼。父劉萬脩。